# Changing Lanes
Changing Lanes (distribuida en español con los títulos de Al límite de la verdad y Fuera de control ) es una película estadounidense dirigida por Roger Michell y estrenada en 2002.

## Argumento
El azar pone a veces a las personas a prueba, y si no que se lo digan al joven abogado Gavin Banek (Ben Affleck) y al padre de familia Doyle Gipson (Samuel L. Jackson), que descubren cómo la casualidad hace que en un breve espacio de tiempo uno se vea incapaz de controlar su destino por un simple retraso u olvido. Banek es un brillante abogado al que la vida le sonríe: está felizmente casado, tiene como mayor confidente a su amante y asesora legal, trabaja en el prestigioso bufete de su suegro, conduce un hermoso automóvil y en definitiva se siente ganador y dueño de la vida de otras personas por la vía legal. 
Gipson, por su parte, es un padre que busca rehabilitarse con los suyos, lucha por que le devuelvan la custodia de sus hijos, se reúne todos los días en una asociación para exalcohólicos, ha conseguido una casa en Quincy con mucho esfuerzo para que su esposa e hijos no se trasladen lejos, a Oregón, y ahora mismo toda su felicidad depende de un juez y de una citación, hasta que todo cambia por un choque entre Banek y Gypson, entablándose entre ellos, por un día, una sucia batalla para desquitarse, a causa de un documento legal, importante para el bufete, que cae en poder de Gipson, y para este por haber perdido la citación con su esposa por la custodia de sus hijos debido a un retraso de 20 minutos. Banek usará todas las herramientas legales e ilegales que pueda para obligar a Gipson a devolverle el documento, incluyendo la extorsión, el chantaje y el hackeo de sus cuentas bancarias.